# Jerdos Achmadijew
Jerdos Schaksimbinowitsch Achmadijew (russisch Ердос Жаксимбинович Ахмадиев; englisch Yerdos Akhmadiyev; * 6. März 1985 in Ürschar, Oblast Semipalatinsk, Kasachische SSR, Sowjetunion) ist ein kasachischer Skilangläufer.

## Werdegang
Achmadijew lief sein erstes Weltcuprennen im Dezember 2010 in La Clusaz, welches er mit dem 65. Platz im 30-km-Massenstartrennen beendete. Seine beste Platzierung bei den nordischen Skiweltmeisterschaften 2011 in Oslo war der 48. Platz im 30-km-Skiathlon. Die Tour de Ski 2011/12 und 2012/13 beendete er auf dem 53. und dem 59. Platz in der Gesamtwertung. Im Dezember 2012 holte er in Canmore mit dem 25. Platz im 30-km-Skiathlon seine ersten und bisher einzigen Weltcuppunkte. Bei den nordischen Skiweltmeisterschaften 2013 im Val di Fiemme belegte er den 47. Platz im 30-km-Skiathlon und den 45. Rang im 50-km-Massenstartrennen. Bei den Olympischen Winterspielen 2014 in Sotschi erreichte er den 54. Rang über 15 km klassisch und den 48. Platz im 50-km-Massenstartrennen. Im Februar 2015 errang er bei den nordischen Skiweltmeisterschaften 2015 in Falun den 45. Platz im 50-km-Massenstartrennen und den 41. Platz im Skiathlon. In der Saison 2015/16 belegte er den 72. Platz bei der Weltcup Minitour in Ruka und im folgenden Jahr in Lillehammer den 71. Platz. Bei den Winter-Asienspielen 2017 in Sapporo holte er die Silbermedaille mit der Staffel.